# Aurelio Íñigo Osaba
Aurelio Íñigo Osaba (Allo, Navarra, 1 de desembre de 1899-Arquijas, Navarra 6 d'agost de 1936) fou un dirigent anarquista de la Confederació Nacional del Treball i promotor de l'Ateneu "Libre Acuerdo" d'Allo.
Va ser el dirigent més important al poble d'Allo, on l'anarquisme tenia una forta implantació. Promotor de l'Ateneu on existia una destacada biblioteca. Aquesta biblioteca el 29 de juliol de 1933 va ser visitada pel comandant de la Guàrdia Civil requisant una sèrie de títols com: Embriología, Medios para evitar el embarazo, Jesucristo nunca ha existido, Tierra y Libertad, En régimen demócrata, Cómo haremos la revolución, etc.
A les eleccions generals espanyoles de 1936 l'anarquisme va promoure l'abstenció que va aconseguir la significativa xifra del 43,7%, que contrastava amb l'alta participació de la població de Navarra en els comicis.
Va viure conseqüent amb les seves idees, sense casar-se, amb la seva companya María Laínez.
Va ser una de les Víctimes de la Guerra Civil a Navarra, assassinat al seu començament, igual que gran nombre de membres de la CNT, que en molts casos pertanyien a la junta de l'Ateneu.